# TV6 (Estonia)
TV6 (en estonio: TV6 Eesti) es un canal de televisión privado de Estonia perteneciente a All Media Eesti. Emite programas de entretenimiento, reality shows, series, películas y deportes.

## Historia
El canal inició emisiones el 24 de marzo de 2008, ya que los canales principales estonios (ETV, Kanal 2 y TV3) estaban obligados a tener canales digitales hermanos a finales de marzo de 2008.
El 9 de enero de 2010, TV6 dejó de emitir en abierto, estando disponible en plataformas de cable e IPTV.
TV6 emite en HD desde el 26 de julio de 2018, al igual que el resto de canales pertenecientes a All Media Baltics.
Desde el 28 de octubre de 2024 TV3 vuelve a emitir en abierto.

## Programación
- Como conocí a vuestra madre.
- MacGyver.
- Modern Family.
- Mentes Criminales.
- Padre de familia.
- Los Simpson.
- Top Gear.
- South Park.
- Big Bang Theory.
- Hawaii Five-0.
- Alerta Cobra.